# ماتیاس کروخو
ماتیاس کروخو (اسپانیایی: Mathías Corujo‎؛ زادهٔ ۸ مهٔ ۱۹۸۶) بازیکن فوتبال اهل اروگوئه است.

## باشگاهی
از باشگاه‌هایی که در آن بازی کرده‌است می‌توان به باشگاه فوتبال اونیورسیداد شیلی، باشگاه فوتبال پنیارول، و باشگاه فوتبال مونته‌ویدئو واندررز اشاره کرد.

## تیم ملی
وی همچنین در تیم ملی فوتبال اروگوئه بازی کرده‌است.